# Weichang
Weichang (en chino, 围场; pinyin, Wéichǎng) es un condado autónomo bajo la administración directa de la ciudad-prefectura de Chengde. Se ubica en la provincia de Hebei, este de la República Popular China. Su área es de 9037 km² y su población total para 2010 superó los 420 mil habitantes. 

## Administración
El condado autónomo de Weichang se divide en 37 pueblos que se administran en 12 poblados y 25 villas.

## Toponimia
El topónimo 'Weichang' es una palabra que en manchú significa 'formar un cerco para la caza dentro de un área preseleccionada.
Como las otras regiones autónomas, se caracteriza por estar asociada a un grupo étnico minoritario, en este caso, los manchú y los mongoles. La región recibió la condición de "autónomo" cuando se estableció el Condado autónomo manchú y mongol de Weichang en abril de 1987.